# 사이키델릭 음악
사이키델릭 음악(Psychedelic music)은 1960년대 사이키델릭, 5-MeO-DMT, DMT, LSD, 실로시빈 머쉬룸, 메스칼린과 같은 사이키델릭 약물을 사용한 사람들의 하위 문화에서 영향을 받은 광범위한 대중 음악 스타일 및 장르이다. 공감각 및 변경된 의식 상태. 사이키델릭 음악은 또한 이러한 약물 사용 경험을 향상시키는 것을 목표로 할 수 있으며 사이키델릭 요법에 상당한 영향을 미치는 것으로 밝혀졌다.
사이키델리아는 음악뿐만 아니라 시각 예술, 영화, 문학을 포함한다. 사이키델릭 음악은 1960년대에 미국과 영국의 포크 및 록 밴드 사이에서 등장하여 사이키델릭 포크, 사이키델릭 록, 애시드 록, 사이키델릭 팝의 하위 장르를 만들었고 1970년대 초에 쇠퇴했다. 이후 수십 년 동안 프로그레시브 록, 크라우트록, 헤비메탈 등 수많은 영적 후계자들이 뒤따랐다. 1970년대 이후 사이키델릭 펑크, 네오 사이키델리아, 스토너 록과 애시드 하우스, 트랜스 음악, 뉴 레이브와 같은 사이키델릭 전자 음악 장르가 부활했다.

## 음악

### 트랜스
- 사이키델릭 트랜스

### 록
- 사이키델릭 록

### 팝
- 사이키델릭 팝

### 소울
- 사이키델릭 소울